# Mychajlo Werykiwskyj

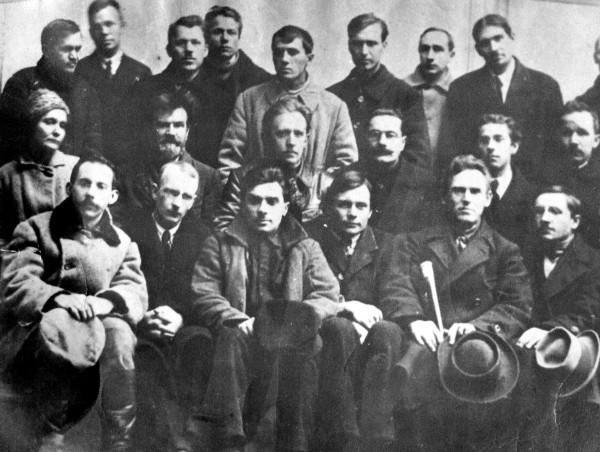
Treffen Charkiwer und Kiewer Künstler 1923. Von links nach rechts. Erste Reihe: Maksym Rylskyj, Jurij Meschenko, Mykola Chwylowyj, Majk Johansen, Hryhorij Mychailow, Mychajlo Werykiwskyj. Zweite Reihe: Natalja Romanowytsch, Mychailo Mohyljanskyj, Wassyl Ellan-Blakytnyj, Serhij Pylypenko, Pawlo Tytschyna, Pawlo Fylypowytsch. Dritte Reihe: Mykola Serow, Mychajlo Draj-Chmara, Hryhorij Kossynka, Wolodymyr Sosjura, Teodosij Osmatschka, Wolodymyr Korjak, Mychailo Iwtschenko

Mychajlo Iwanowytsch Werykiwskyj (ukrainisch Михайло Іванович Вериківський, polnisch Michał Werykowski, auch russisch Михаил Иванович Вериковский; * 9. November 1896 in Kremenez, Gouvernement Wolhynien; † 14. Juni 1962 in Kiew) war ein ukrainischer Komponist.
Werykiwskyi studierte am Konservatorium und wirkte dann als Dirigent an der Oper der Stadt, später in Charkow. Seit 1935 unterrichtete er am Konservatorium von Kiew. Er komponierte drei Opern und ein Ballett, zwei Orchestersuiten, sinfonische Variationen und zwei sinfonische Bilder, Kantaten, Lieder, Schauspiel- und Filmmusiken.
Er starb in Kiew und wurde dort auf dem Baikowe-Friedhof beerdigt.

## Quelle
- Alfred Baumgärtner Propyläen Welt der Musik. Die Komponisten, Band 5, 1989, ISBN 3-549-07835-8, S. 524

| Personendaten    | Personendaten |
| ---------------- | --- |
| NAME             | Werykiwskyj, Mychajlo |
| ALTERNATIVNAMEN  | Werykiwskyj, Mychajlo Iwanowytsch; Вериківський, Михайло Іванович (ukrainisch); Вериковский, Михаил Иванович (russisch); Werikowski, Michail Iwanowitsch; Werikiwski, Michailo; Verikivsky, Mykhaylo |
| KURZBESCHREIBUNG | ukrainischer Komponist |
| GEBURTSDATUM     | 9. November 1896 |
| GEBURTSORT       | Kremenez, Gouvernement Wolhynien |
| STERBEDATUM      | 14. Juni 1962 |
| STERBEORT        | Kiew |